# Chironomus curtipalpis
Chironomus curtipalpis är en tvåvingeart som beskrevs av Jean-Jacques Kieffer 1917. Chironomus curtipalpis ingår i släktet Chironomus och familjen fjädermyggor.
Artens utbredningsområde är Paraguay. Inga underarter finns listade i Catalogue of Life.